# Poljički dekanat
Poljički dekanat je teritorijalno-pastoralna jedinica u sastavu Splitsko-makarske nadbiskupije. Dekanat je osnovao splitsko-makarski biskup Frane Franić 21. rujna 1957. godine u povijesnim granicama nekadašnje Poljičke Republike s ciljem čuvanja uspomene na tu srednjovjekovnu društveno-političku kneževinu. Povod osnivanja novog dekanata bila je 150 obljetnica od ukinuća Poljičke Republike od strane francuskih okupacijskih postrojbi 1807. godine.
Jugoistočna granica dekanata ide tokom rijeke Cetine ispod Garduna do ušća, a jugozapadna ide tokom Žrnovnice do njezina izvora te se od Mosora spušta natrag na Cetinu ispod Garduna.
Dekanat se sastoji od 19 župa: Donji Dolac, Dubrava, Duće, Dugi Rat, Gata, Jesenice, Kostanje, Ostrvica, Podgrađe, Podstrana, Priko-Omiš, Sitno Donje, Sitno Gornje, Srijane, Srinjine, Strožanac-Podstrana, Trnbusi, Tugare i Zvečanje. Svim župama upravljaju svjetovni svećenici i nalaze se unutar Splitsko-dalmatinske županije.

## Povijest
Prvi poznati stanovnici toga kraja bili su Iliri, što potvrđuju ostaci gomila i gradina. Hrvati su u ove krajeve doselili u 7. stoljeću. Za vrijeme višestoljetne turske okupacije domaći svećenici glagoljaši imali su značajnu ulogu u očuvanju katoličke vjere među tamošnjim stanovništvom. U svrhu očuvanja tamošnjeg stanovništva, splitski nadbiskup Ivan Dominik Foconio (1575. – 1602.) osnovao je nešto prije 1579. godine dekanat za glagoljaške župe pod turskom vlašću u Poljicima i Radobilji, prvi u splitskoj nadbiskupiji i jedini do 1834. godine.
Kada je splitsko-makarski biskup Pavao Klement Miošić (1829. – 1837.) razdijelio biskupiju 1834. godine na sedam dekanata, ukinut je dotadašnji dekanat i poljičke župe su podijeljene između tri novoutemeljena dekanata: splitskog, omiškog i sinjskog. Splitskom dekanatu pripale su župe Podstrana, Jesenice, Srinjine, Sitno Donje i Sitno Gornje, sinjskom Donji Dolac, Srijane i Trnbusi, a omiškom Duće, Tugare, Dubrava, Gata, Kostranje, Ostrvica, Podgrađe i Zvečanje.